# Mount Lira
Mount Lira är ett berg i Antarktis. Det ligger i Östantarktis. Australien gör anspråk på området. Toppen på Mount Lira är 524 meter över havet.
Terrängen runt Mount Lira är platt åt sydost, men åt nordväst är den kuperad. Trakten är obefolkad. Det finns inga samhällen i närheten.